# Michael Dickson
Pour les articles homonymes, voir Dickson.
(en) Statistiques sur pro-football-reference
Michael Dickson (né le 4 janvier 1996 à Sydney en Australie) est un joueur professionnel australien de football américain. Il joue depuis 2018 au poste de punter pour la franchise de Seahawks de Seattle en National Football League (NFL).
Au niveau universitaire, il a joué en NCAA Division I FBS pour les Longhorns de l'université du Texas à Austin de 2015 à 2017.

## Biographie
Né à Sydney, Michael Dickson a tout d'abord joué au football avant de se tourner vers le football australien à l'âge de 12 ans. Il y excelle lorsqu'il joue avec l'équipe des Bulldogs de l'Université de Nouvelle-Galles du Sud. Il est également réserviste pour les réserves de l'équipe des Swans de Sydney de la North East Australian Football League (en) . Il espère ainsi être sélectionné par une équipe de l'AFL, mais il n'est toutefois pas sélectionné lors de la draft AFL de 2014.
En 2015, à 19 ans, il part à Melbourne pour suivre le programme Prokick Australia, qui aide les aspirants punters et kickers à faire une transition vers le football américain. C'est ainsi qu'il est recruté par les Longhorns de l'Université du Texas pour jouer au poste de punter.
Il se distingue en 2017 lors de sa troisième saison avec les Longhorns comme meilleur joueur de la conférence Big-12 au nombre de punts effectués (84)  et au nombre de yards dégagés (3 984). Il possède également la meilleure moyenne de yards par punt (47,4)de cette conférence. Il remporte le Ray Guy Award décerné au meilleur punter de la NCAA. Il est également nommé dans l'équipe All-America rassemblant les meilleurs joueurs universitaires des États-Unis.
Il participe au Texas Bowl qui oppose les Longhorns aux Tigers du Missouri. Il y totalise 452 yards en 11 punts et ne provoque aucun touchback. Il est désigné MVP du match et devient le premier joueur des équipes spéciales à recevoir cet honneur à l'issue d'un Texas Bowl.
Fin 2017, il renonce à jouer une quatrième et dernière saison universitaire et se présente à la draft 2018 de la NFL. Il conclut sa carrière universitaire en étant le meneur punter de l'histoire des Longhorns avec 226 punts effectués, 10 242 yards de dégagement et une moyenne de 45,3 yards par punt,. Il est sélectionné par la franchise des Seahawks de Seattle en 149e choix global et est le premier punter choisi durant cette draft. Il devient titulaire au poste de punter pour les Seahawks en remplacement du vétéran Jon Ryan.
Au terme de la saison 2018, ill devient le premier punter débutant (rookie) depuis Dale Hatcher en 1985 à être sélectionné pour un Pro Bowl.